# Brachytome wardii
Brachytome wardii är en måreväxtart som beskrevs av Cecil Ernest Claude Fischer. Brachytome wardii ingår i släktet Brachytome och familjen måreväxter.
Artens utbredningsområde är Burma. Inga underarter finns listade i Catalogue of Life.